# Дорога грома
«Дорога грома» (англ. Thunder Road) — американская чёрно-белая криминальная драма 1958 года режиссёра Артура Рипли, рассказывающая о самогоноварении в горах Кентукки и Теннесси в конце 50-х. Главную роль сыграл Роберт Митчем, который также выступил продюсером, соавтором сценария, а также по слухам режиссёром большей части фильма. Также Митчем является соавтором (с Доном Рай) заглавной песни «The Ballad of Thunder Road.» Фильм стал культовой классикой и продолжил показы в драйв-инах некоторых Юго-восточных штатов в 1970 и 1980-х годах.

## Сюжет
Ветеран Корейской войны Лукас Дулин (Роберт Митчем) участвует в семейном бизнесе по самогоноварению, доставляя на своём автомобиле нелегальное виски, производимое его отцом, до подпольных точек распространения по всему Югу. Люк имеет высокую репутацию среди бутлегеров благодаря своему умению ловко ускользать от агентов Казначейства, которыми руководит недавнопришедший Трой Барретт (Джин Барри). Помощь Люку в модернизации машины оказывает младший брат Робин (Джеймс Митчем), который является талантливым механиком и хочет пойти по стопам брата и тоже стать бутлегером. Однако Люк всячески ограждает и его от этого.
Недавно объявившийся гангстер Карл Коган (Жак Обукон) пытается получить полный контроль над самогонным бизнесом и готов убить любого кто встанет у него на пути. После наглядного убийства одного из бутлегеров, Люк начинает открыто противостоять Когану и отвергает его предложение вырубив гангстера в его же офисе. Оскорблённый Коган минирует машину Люка, которую тот накануне продал другому бутлегеру Джеду, в результате чего гибнут Джед и один из правительственных агентов. После этого агенты из Барретта прочёсывают все округа Кентукки и Теннесси и уничтожают аппараты для самогоноварения. Отец Люка решает прекратить свой бизнес, пока не пострадали его дети, и Люк решается отвести последнюю партию самогона в Мемфис.
На дороге он попадает в засаду, устроенную Коганом, в результате чего его машине требуется срочный ремонт. Люк встречается со своей девушкой Фрэнси Ваймор (Кили Смит), работающей певицей в ночном клубе и передаёт ей заработанные до этого деньги. В это же время Барретт навещает Робина и предупреждает его, что Люка ждёт опасность на подходе к Мемфису и предлагает Люку объединиться для ареста Когана. Робин передаёт его слова брату, но Люк всё равно решает отправиться в путь.

## Актёры
| Актёр             | Роль                                    |
| ----------------- | --------------------------------------- |
| Роберт Митчем     | Лукас «Люк» Дулин                       |
| Джин Барри        | Трой Барретт                            |
| Жак Обукон        | Карл Коган                              |
| Кили Смит         | Фрэнси Ваймор                           |
| Тревор Бардетт    | Вернон Дулин                            |
| Сандра Найт       | Роксанна Ледбеттер                      |
| Джеймс Митчем     | Робин Дулин                             |
| Питер Брек        | Стейси Гаудж (в титрах не указан)       |
| Митчелл Райан     | Джед Молтри (в титрах не указан)        |
| Фрэнсис Кун       | Сара Дулин (в титрах не указана)        |
| Джерри Хардин     | Найлз Пенленд (в титрах не указан)      |
| Питер Хорнсби     | Лаки (в титрах не указан)               |
| Роберт Портерфилд | священник (в титрах не указан)          |
| Дэйл Ван Сикел    | агент Майк Уильямс (в титрах не указан) |

## Производство
В основу фильма лёг инцидент, при котором водитель, перевозивший самогон по рассказам разбился насмерть на Ноксвилл Пайк в городе Ноксвилле, штат Теннесси. Согласно журналисту Metro Pulse Джеку Ренфро, инцидент произошёл в 1952 году и его возможным свидетелем стал Джеймс Эйджи, который и рассказал историю Митчему.
Роль младшего брата Лукаса Дулина Робина по просьбе Митчема изначально была написана для Элвиса Пресли. Митчем лично передал сценарий Элвису в Лос-Анджелесе. Элвис захотел сыграть эту роль, но его менеджер Полковник Том Парке запросил настолько огромный гонорар, который перекрыл весь бюджет картины, что привело к окончанию переговоров. Роль досталась сыну Митчема Джеймсу, который прекрасно с ней справился в связи с сильным физическим сходством.
В фильме Митчем ездит за рулём Форда модели 1951 года выпуска — двухдверного седана со сделанным на заказ баком для перевозки самогона в багажнике. Позднее он пересаживается на Форд-купе 1957 года выпуска с той же модификацией. Форд 1951 был модифицирован капотом и решёткой от модели 1949 года, с него был убран задний фонарь. В диалоге в фильме о автомобиле отзываются как о модели 50-го года, но это не так, хотя по меньшей мере на одном натурном кадре, когда машина разбрызгивает на дорогу нефть, виден багажник от модели 50-го года.
Большая часть сцен была снята в Эшвилле, Северная Каролина на шоссе 19 и на озере Лур. Некоторые сцены были сняты в Бич, находящемся к востоку от Вивервилля. Эти сцены, включают Римс Крик Роуд, Шугар Крик Роуд и общественный центр Бич. В некоторых сценах снялись настоящие местные бутлегеры, снятые на камеру, прикреплённую к задней двери пикапа.
Заглавная песня «Whippoorwill» (рус. Козодой жалобный), прозвучавшая и начальных титрах фильма была позже записана Митчемом и стала популярным синглом, несмотря на то что в переложении Митчема она называется «The Ballad of Thunder Road» и отличается от прозвучавшей в фильме.

## Использование в популярной культуре
- Во время концерта 1978 года американский музыкант Брюс Спрингстин заявил, что название его песни «Thunder Road», выпущенной в альбоме 1975 года Born to Run было вдохновлено плакатом фильма, хотя он не видел сам фильм[1].

- Дорога грома послужила прототипом фильма 1975 года Самогонщики (en:Moonrunners), в котором также семья независимых самогонщиков противостоит гангстеру, который пытается контролировать всё производство самогонного виски. В Самогонщиках сыграл Джеймс Митчем.